# Luis Rojas Marcos
Luis Rojas Marcos de la Viesca (Sevilla, 27 de agosto de 1943) es un psiquiatra, investigador y profesor español nacionalizado estadounidense. Es hermano del líder andalucista Alejandro Rojas-Marcos.

## Biografía
Nacido en Sevilla en 1943, de padre sevillano y madre cántabra procedente de Liendo, tuvo inicialmente dificultades en sus estudios.
En 1968 emigró a Nueva York para estudiar psiquiatría y, según reconoce, huir de una situación política, social, familiar y moral tensa. Además de estudiar psiquiatría en Nueva York se licenció en medicina por la universidad de Sevilla y posee el título de doctor por las universidades de Bilbao y Nueva York.
Es profesor de psiquiatría en la Universidad de Nueva York, miembro de la Academia de Medicina de Nueva York y de la Asociación Americana de Salud Pública. Ha sido director del Sistema Psiquiátrico Hospitalario Municipal de Nueva York desde 1982 hasta 1992, responsable máximo de los Servicios de Salud Mental, Alcoholismo y Drogodependencias de la ciudad neoyorquina hasta 1995, en que fue nombrado presidente del Sistema de Hospitales Públicos de la urbe, con un área de competencia que comprendía los 16 hospitales públicos y la red de ambulatorios de la ciudad de Nueva York, cargo que ocupó hasta 2002 y desde el que asistió a los atentados del 11 de septiembre de 2001. En el año 2004 se dedicaba a la investigación, docencia y gestión hospitalaria, aparte de a la escritura, dejando la práctica clínica en un segundo lugar.
Ha publicado numerosos trabajos sobre temas psiquiátricos y de salud pública en revistas científicas estadounidenses. En España, colabora regularmente en la sección de opinión del diario El País, es patrono de la Fundación la Caixa y colabora con instituciones dedicadas a temas sociales.
Por decreto 98/1996, de 23 de febrero, se le concedió la Medalla de Andalucía en su categoría de plata. Y en noviembre de 2010, el Consejo de Ministros de España le concedió la Orden de las Artes y las Letras de España. En ese mismo año publicó Superar la adversidad: El poder de la resiliencia (2010), el cual trata sobre la resiliencia y la capacidad de las personas para superar cualquier tipo de dificultad y reponerse al estado en el cual nos encontrábamos antes del golpe.

## Algunas obras
- La ciudad y todos sus desafíos (1992)
- La pareja rota (1994)
- Las semillas de violencia (Premio Espasa de Ensayo 1995)
- Latidos de fin de siglo (1996)
- Antídotos de la nostalgia (1998)
- Nuestra felicidad (2000)
- Más allá del 11 de septiembre (2002)
- La pareja rota: familia, crisis y superación (2003)
- Nuestra incierta vida normal (2004)
- La fuerza del optimismo (2005)
- La autoestima (2007)
- Convivir (2008)
- Corazón y mente: claves para el bienestar físico y emocional (2009)
- Superar la adversidad: El poder de la resiliencia (2010)
- Eres tu memoria: Conócete a ti mismo (2011)
- Los secretos de la felicidad (2012)
- Optimismo y salud  (2020)